# Rete stradale in Finlandia

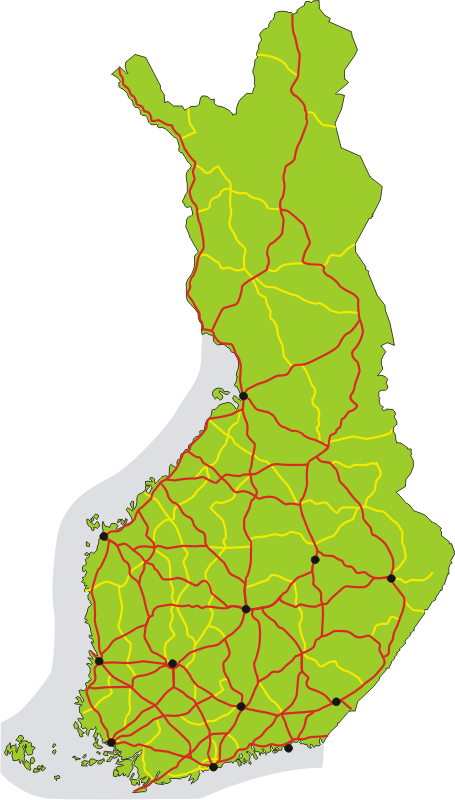
La principale rete stradale finlandese. Le strade statali sono evidenziate in rosso e le strade principali in giallo.

La rete stradale in Finlandia costituisce la rete delle strade in Finlandia percorribili con veicoli. La sua lunghezza totale è di 454 000 km (stima al 2009), ed è costituita da strade nazionali di proprietà statale, di vie mantenute dai comuni e da strade private.

## Strade nazionali
Le strade nazionali di proprietà dello Stato costituiscono la struttura base della rete stradale finlandese. Sono gestite dall'Amministrazione stradale finlandese (Tiehallinto), subordinata al Ministero dei trasporti e delle comunicazioni, e sono regolate dalla legge finlandese sulle strade.
La rete stradaria finlandese è divisa in strade statali, principali, regionali e di collegamento. Queste ultime sono in pratica talvolta classificate come "strade locali" sebbene l'attuale legislazione non contempli più tale classificazione. Tale suddivisione è basata sulle seguenti definizioni:
- Le strade statali servono il traffico nazionale e quello a lunga distanza tra regioni
- Le strade principali integrano la rete delle strade statali e servono il traffico regionale
- Le strade regionali servono il traffico regionale e lo collegano alle strade statali e principali.
- Le altre strade nazionali sono classificate come strade di collegamento

Le strade statali e principali costituiscono insieme la rete stradale principale. La classificazione delle strade non si basa cioè sulla quantità di traffico: ad esempio la strada più trafficata della Finlandia è il raccordo anulare di Helsinki Kehä I, che in realtà è una strada regionale; alcune strade statali possono invece trovarsi in zone isolate per cui il loro traffico può essere molto basso.
La Finlandia non classifica separatamente le poche e brevi autostrade. Esse sono parte di strade statali, principali o regionali, quando la loro struttura è a doppia corsia con carreggiate separate.
Le strade a interesse internazionale sono classificate come strade europee. Esse non hanno una classificazione separata, ma il numero di strada europea viene aggiunto alla segnaletica nazionale.
Il valore delle strade amministrate dall'Amministrazione stradale finlandese (Tiehallinto) è stimato in circa 15 miliardi di euro. Il finanziamento per la loro manutenzione, a base esclusivamente pubblica, è di circa 600 milioni di euro annui.
Nella seguente tabella sono riassunte le principali caratteristiche della rete stradale finlandese.
| Classificazione                 | Numero     | Lunghezza (in km) | km asfaltati |
| ------------------------------- | ---------- | ----------------- | ------------ |
| Strade statali                  | 1–39       | 8 569             | 8 569        |
| Strade principali               | 40–99      | 4 760             | 4 760        |
| Strade regionali                | 100–999    | 13 466            | 12 986       |
| Strade di collegamento e locali | 1000–19999 | 51 365            | 24 522       |
| Totale                          |            | 78 189            | 50 836       |
| Inoltre                         |            |                   |              |
| Rampe                           |            | 1 031             |              |
| Collegamenti marittimi          |            | 61                |              |
| Totale                          |            | 79 253            |              |

Le strade nazionali includono 700 km di autostrade di cui 116 km a esclusivo uso di veicoli motorizzati. La lunghezza totale delle piste ciclabili e pedonali parallele alle strade nazionali è di 4 954 km. Vi sono complessivamente 14 431 ponti e 43 traghetti. All'inizio del 2007, 12 065 km di strade nazionali erano fornite di illuminazione.
Nella seguente tabella le strade sono suddivise in funzione della loro larghezza:
| Categoria              | –4,9  | 5,0–5,9 | 6,0–6,9 | 7,0–7,9 | 8,0–8,9 | 9,0–9,9 | 10,0–10,9 | 11,9–11,9 | 12,0– | A due carreggiate |
| ---------------------- | ----- | ------- | ------- | ------- | ------- | ------- | --------- | --------- | ----- | ----------------- |
| Strade statali         | 1     | 2       | 185     | 598     | 2 912   | 1 172   | 2 184     | 172       | 514   | 830               |
| Strade principali      | –     | 6       | 400     | 1 457   | 1 848   | 431     | 358       | 74        | 78    | 108               |
| Strade regionali       | 167   | 373     | 3 772   | 5 694   | 2 016   | 727     | 522       | 47        | 87    | 61                |
| Strade di collegamento | 4 083 | 13 989  | 23 344  | 8 358   | 1 171   | 206     | 154       | 27        | 15    | 19                |
| Totale                 | 4 251 | 14 370  | 27 700  | 16 107  | 7 947   | 2 535   | 3 218     | 320       | 694   | 1 018             |

## Vie

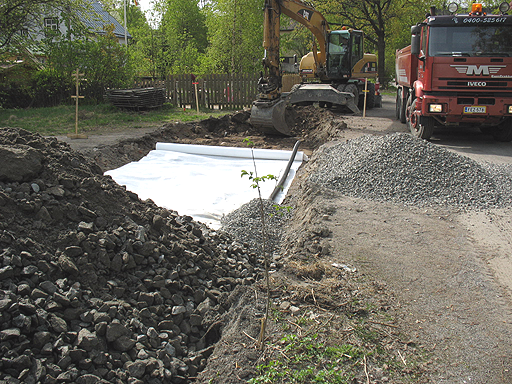
Una pista ciclabile in costruzione.

Le vie dei centri abitati di proprietà dei comuni finlandesi completano la rete stradale finlandese. La loro lunghezza complessiva (comprendendo anche le vie pianificate ma ancora non costruite) è di circa 25 000 km.
La parte di una strada nazionale che passa attraverso un centro abitato diventa ufficialmente una via, e pertanto la sua manutenzione spetta al comune di competenza.

## Strade private
Le strade private e le strade forestali sono di proprietà e manutenzione privata. È possibile comunque avere sussidi statali per il loro miglioramento. La lunghezza totale di strade private in Finlandia è stimata in circa 350 000 km.

## Sistema di numerazione
Il sistema di numerazione delle strade finlandesi è un sistema puramente progressivo, per cui ogni strada, a prescindere dal suo tipo, ha un numero identificativo unico. Dal numero è oltretutto possibile risalire alla sua tipologia. È stato implementato per la prima volta nel 1938 con la definizione di strade statali e principali e da allora ha subito aggiunte ulteriori numerazioni ma non è mai stato cambiato nella sua forma.
La rete stradale finlandese comprende strade statali, principali, regionali, di collegamento, e altre strade più piccole che, sebbene siano ufficialmente classificate da un numero, non sono fornite di segnaletica.
Nella seguente tabella vengono riassunte le numerazioni delle varie strade.
| Classificazione                                         | Numerazione                     | Tipologia di numerazione     | Segnaletica                                                  |
| ------------------------------------------------------- | ------------------------------- | ---------------------------- | ------------------------------------------------------------ |
| Strada statale                                          | 1–39                            | Amministrativa e informativa | Numero bianco su sfondo rosso                                |
| Strada principale                                       | 40–99                           | Amministrativa e informativa | Numero nero su sfondo giallo                                 |
| Strada regionale                                        | 100–999                         | Amministrativa e informativa | Numero nero su sfondo bianco                                 |
| Strada di collegamento                                  | 1000–9999                       | Amministrativa e informativa | Numero bianco su sfondo blu; segnaletica non sempre presente |
| Strade locali                                           | 11000–19999                     | Amministrativa               | Senza segnaletica                                            |
| Rampe (di strade nazionali)                             | 20001–29999                     | Amministrativa               | Senza segnaletica                                            |
| Rampe (di strade locali)                                | 30001–31999                     | Amministrativa               | Senza segnaletica                                            |
| Vie                                                     | 40001–49999                     | Amministrativa               | Senza segnaletica                                            |
| Sentieri percorribili con automezzi                     | 50001–50999                     | Amministrativa               | Senza segnaletica                                            |
| Altri sentieri                                          | 52001–52999                     | Amministrativa               | Senza segnaletica                                            |
| Strade invernali (di strade nazionali)                  | 60001–60999                     | Amministrativa               | Senza segnaletica                                            |
| Strade invernali (di strade locali)                     | 61001–61999                     | Amministrativa               | Senza segnaletica                                            |
| Piste ciclabili e pedonali parallele a strade nazionali | 70001–79999                     | Amministrativa               | Senza segnaletica                                            |
| Piste ciclabili e pedonali parallele a strade locali    | 81001–89999                     | Amministrativa               | Senza segnaletica                                            |
| Piste ciclabili e pedonali parallele a rampe            | 90001–99999                     | Amministrativa               | Senza segnaletica                                            |
| Strade europee                                          | E4, E8, E12, E18, E45, E63, E75 | Informativa                  | Numero bianco su sfondo verde                                |